# Малунцев Олександр Мойсейович
Олександр Мойсейович Малунцев (16 лютого 1908 , Баку, Бакинська губернія, Російська імперія  — 19 березня 1962 , Омськ ) — засновник нафтопереробної промисловості в Сибіру, перший директор Омського нафтозаводу.

## Біографія
Народився 16 лютого 1908 року в Баку.
Закінчив Тбіліський хімічний технікум. Трудову діяльність розпочав на Бакинському нафтозаводі. У 1932 році закінчив заочне відділення Азербайджанського нафтового інституту. Призначений головним інженером нафтозаводу Баку. У роки війни і післявоєнні роки працював головним інженером і директором Краснодарського нафтопереробного заводу.
У 1953 році переведений на посаду директора НПЗ до Омська, де силами ув'язнених і вільнонайманих будівельників зводився нафтозавод.
Олександр Мойсейович вніс великий внесок у соціально-економічний розвиток Омська. Побудоване в той час «Містечко нафтовиків» завдяки йому стає найблагоустроєним мікрорайоном Омська.
Помер 19 березня 1962 року після тяжкої та тривалої хвороби. Похований на Старо-Північному цвинтарі Омська. Його ім'я сьогодні носить одна з вулиць у містечку Нафтовиків та Палац мистецтв. На будинку, де він жив, встановлено меморіальну дошку.

## Нагороди
За заслуги в розвитку нафтопереробної промисловості Олександр Малунцев був удостоєний високих урядових нагород:
- двох орденів Леніна
- двох орденів Трудового Червоного Прапора
- інші медалі.

За день до своєї смерті він був обраний депутатом Верховної ради СРСР.